# Isèreanybody?
Isèreanybody? est une association à but non lucratif fondée en 2009, affiliée à l'Église Catholique en Isère (diocèse de Grenoble-Vienne). À partir du message de l'Évangile, elle promeut le dialogue, la fraternité et l'engagement des étudiants et jeunes professionnels isérois.

## Mission
Le projet vise à fédérer les groupes et mouvements catholiques de jeunes en Isère et à leur offrir un soutien logistique et organisationnel. Mais il s'agit aussi de permettre à ces jeunes de s'impliquer, de se responsabiliser, de s'engager et de se former. 

## Historique

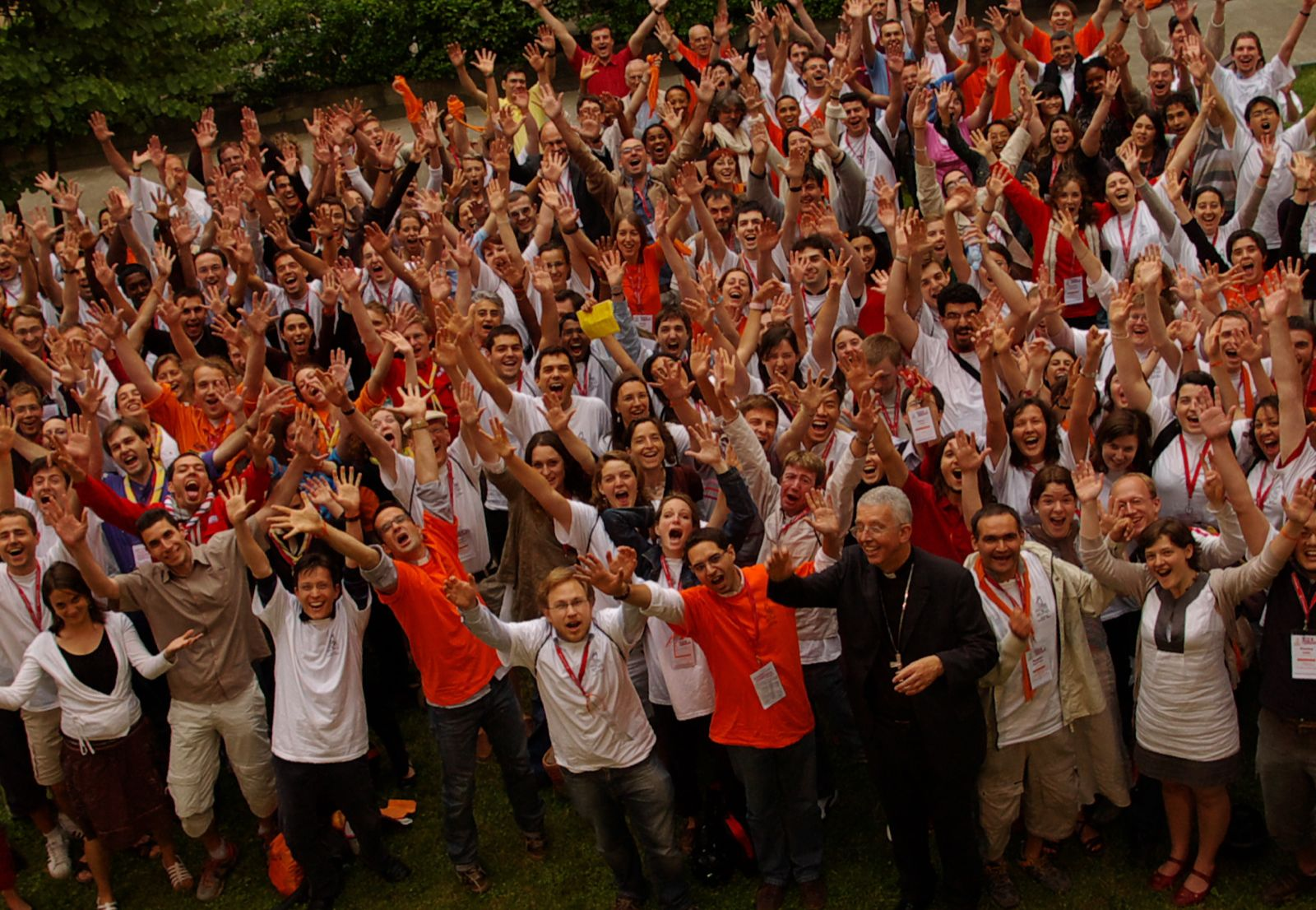
Assises des Jeunes.

### Assises des Jeunes
De septembre 2008 à juin 2009, le diocèse de Grenoble-Vienne a proposé aux jeunes catholiques du département de s'exprimer. Ces assises ont débuté par un week-end à Notre-Dame de La Salette les 27 et 28 septembre 2008, et se sont clôturées par un week-end de rassemblement nommé Assises des Jeunes les 30 et 31 mai 2009,.
Plusieurs demandes ont ainsi été identifiées, notamment la création d'un café associatif, un groupe de musique chrétien, un lieu de rassemblement en centre-ville, des formations ainsi qu'un portail internet rassemblant l'ensemble des propositions catholiques pour les jeunes en Isère,.

### Démarrage du projet
Depuis septembre 2009, des messes sont animées le dimanche soir par les jeunes à la basilique Saint-Joseph de Grenoble. Le 8 mai 2011, cette messe a été diffusée sur France 2 en présence du groupe de rock chrétien Essent'ciel,,, aujourd'hui en pause.
En septembre 2010, les colocs St Jo ont ouvert leurs portes, suivies par les premiers modules de formation en octobre.
L'année 2011 a vu se concrétiser plusieurs demandes des Assises des jeunes : la première université d'hiver a eu lieu en février et le café associatif a ouvert ses portes en octobre.

### Opérations et activités
Entre 2011 et 2017, plusieurs nouvelles colocations ouvrent leurs portes. Désormais au nombre de sept, elles accueillent une quarantaine d'étudiants et de jeunes professionnels.
Depuis novembre 2014, Isèreanybody? organise chaque année une à deux Disco Soupe, sur les campus et dans la ville.
En février 2015, l'association organise à Grenoble la deuxième édition d'Ecclesia Campus, rassemblement de plus de trois mille étudiants catholiques de toute la France.
En avril 2017, profitant de la campagne présidentielle, l'association met sur pied une campagne de communication parodique intitulée Jésus2017. 
Dans le cadre du Synode des évêques sur la jeunesse, la foi et le discernement vocationnel, elle participe activement à la démarche synodale Ephata, une vaste consultation des adolescents et jeunes adultes de l'Isère par l'Église catholique.

## Locaux

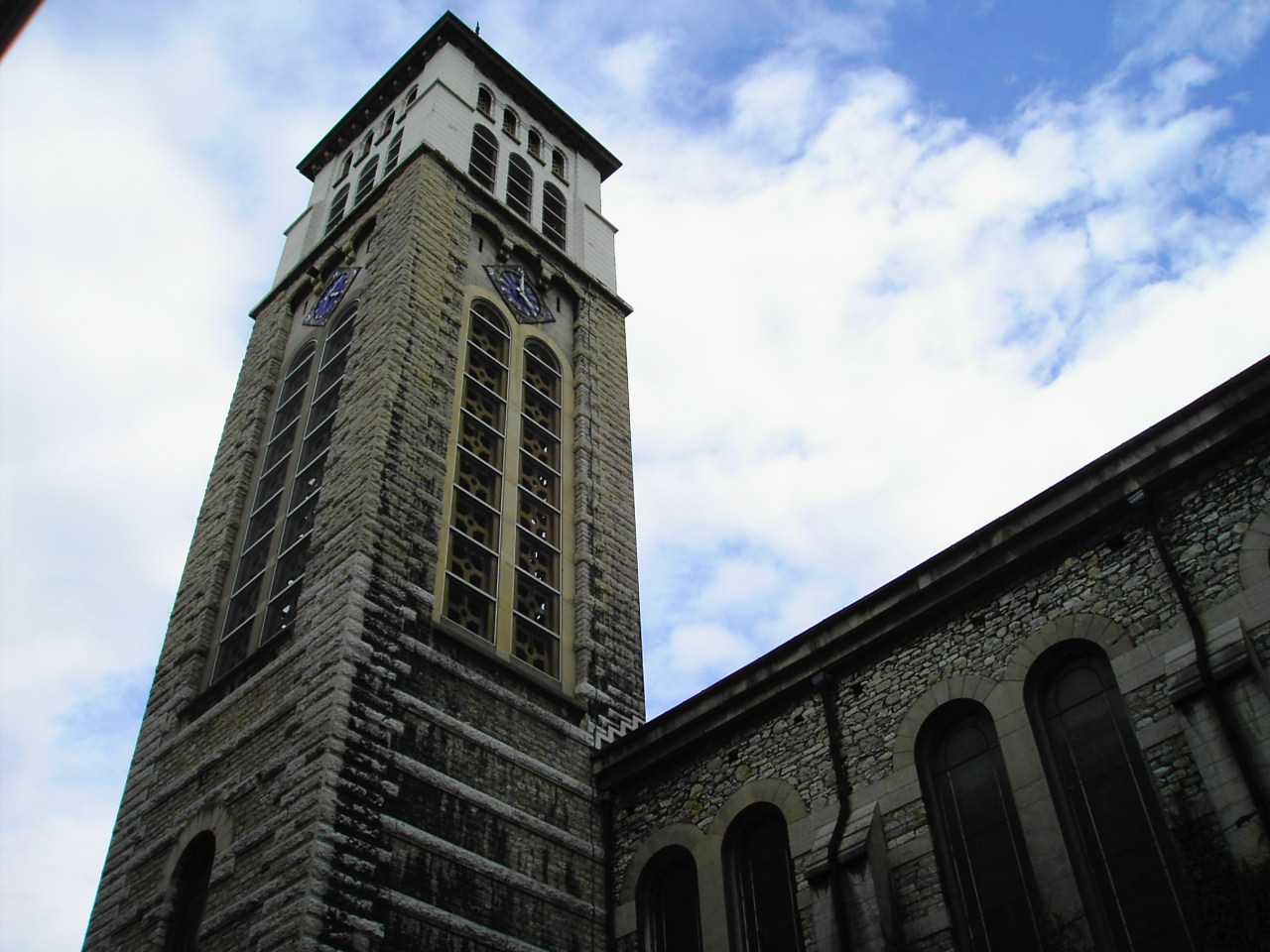
La basilique Saint-Joseph à Grenoble, lieu de nombreuses activités d'Isèreanybody?

La basilique Saint-Joseph de Grenoble et les locaux attenants ont été mis à disposition du projet par l'évêque de Grenoble, Guy de Kerimel, en indiquant qu'il avait entendu leur « désir d'être reconnus dans des communautés qui se plaignent de ne pas assez les voir et, dans le même temps, ont du mal à leur faire une place ». 
Plusieurs salles de réunion sont disponibles, et plusieurs colocations y sont proposées depuis septembre 2010 dans l'ancien presbytère attenant à la basilique. Une douzaine de jeunes y habitent.
L'association occupe aussi une grande maison située rue Champollion, la Maison Catholique des Étudiants, appelée « MCET » et souvent écrit « M7 » par homophonie[réf. nécessaire].

## Activités

### Fédérer les groupes et mouvements

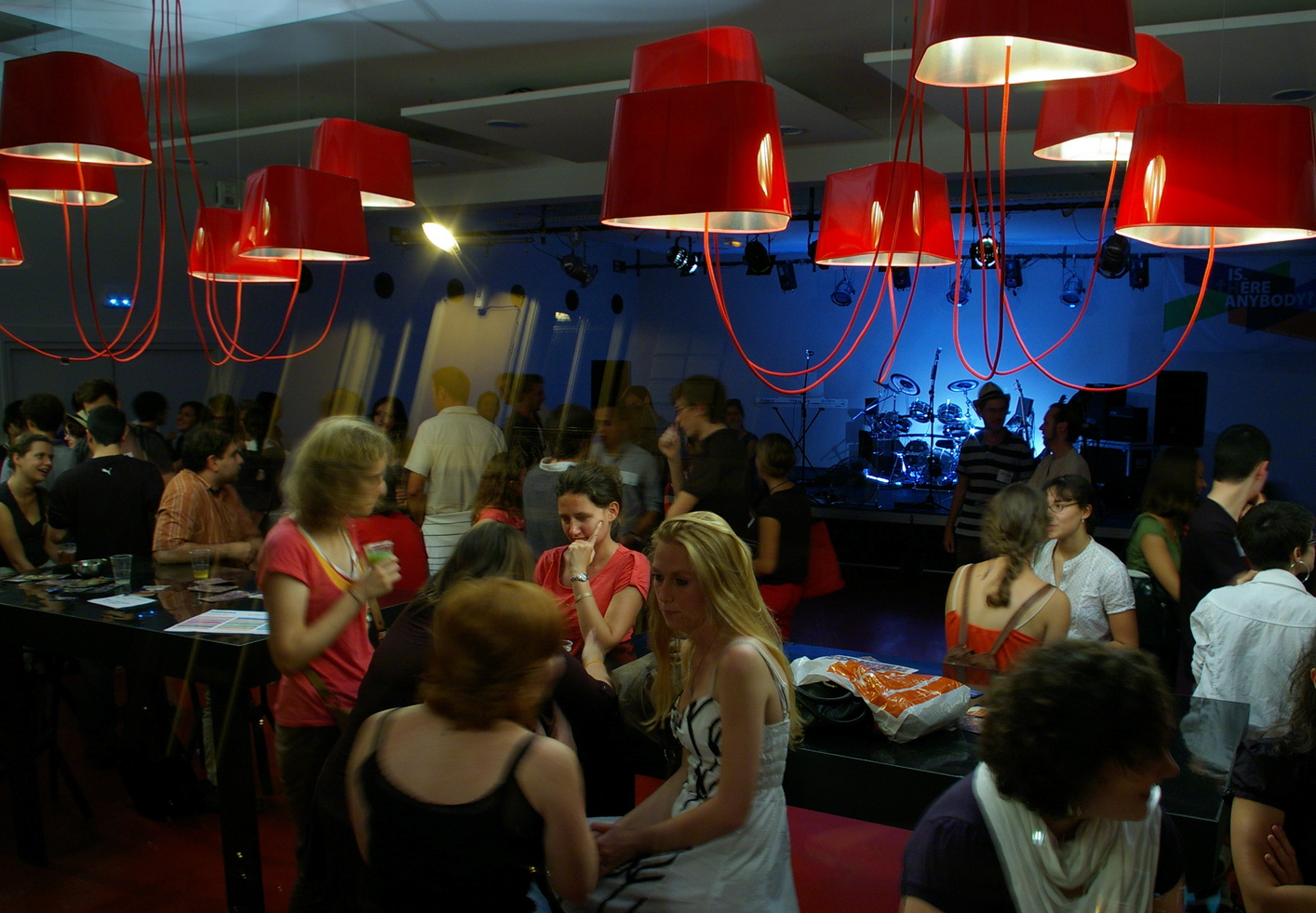
Le café associatif.

Isèreanybody? fédère différents groupes et mouvements catholiques, en leur apportant un soutien logistique, de communication et spirituel. Il s'agit de groupes de prière (Taizé, Notre-Dame de Vie, 153), de partage (Alpha Campus, fraternités de chaque université), ou encore de musique (chorale Jeunes de Tout Pays, Good News, Jubilate) . Isèreanybody? offre des lieux d'échange entre les jeunes de ces différents mouvements à la basilique Saint-Joseph ou au café associatif et prend en charge l'organisation d'événements : envoi d'une délégation iséroise aux Journées mondiales de la jeunesse ou au pèlerinage régional du Puy-en-Velay, par exemple.

### Café associatif
Le café associatif Isèreanybody? a ouvert ses portes le 1er octobre 2011 avec comme vocation d'être un lieu de rencontre et d'échanges,. Des groupes de musique locaux sont invités chaque vendredi soir (hors vacances scolaires).

### Messes

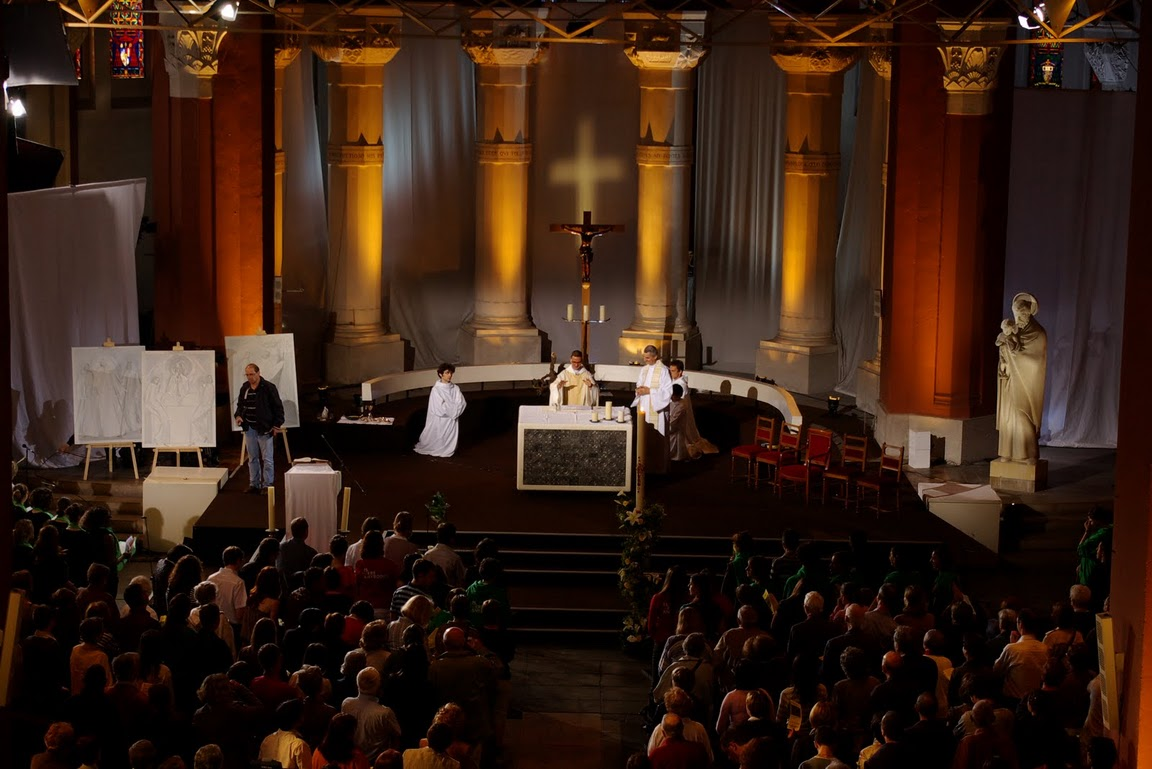
Messe télévisée à la basilique Saint-Joseph.

La basilique Saint-Joseph de Grenoble abrite chaque dimanche soir une messe animée entièrement par les jeunes adultes,,. Depuis septembre 2016, des messes des jeunes ont lieu tous les soirs de la semaine à 19h.

### Formations
En octobre 2010 ont été lancés des modules de formation réguliers, sur des sujets de théologie ou d'éthique. Des universités d'hiver sont également organisées ,. En ce sens Isèreanybody? a noué des partenariats avec le centre théologique de Meylan.

## Organisation
Isèreanybody? est placé sous l'autorité de Jean-Marc Eychenne, évêque de Grenoble-Vienne, et sous la responsabilité du père Emmanuel Decaux. Sa gouvernance reste toutefois très largement horizontale, chaque proposition étant pilotée par une équipe dédiée avec une importante autonomie. Leur coordination est confiée à une équipe pastorale, en lien avec l'ensemble des groupes et mouvements catholiques de jeunes.

### Sources
- À Grenoble, une église est confiée aux jeunes, La Croix, 2 juin 2009.
- Émission Le Jour du Seigneur, France 2, 9 février 2011.
- En Isère, les jeunes réinventent la messe, Le Dauphiné libéré, 13 août 2011.
- Isèreanybody? : vivre sa foi autrement..., Le Dauphiné libéré, 4 décembre 2011.
- « Le Jour du Seigneur » en direct de Grenoble, Le Dauphiné libéré, 8 mai 2011.
- « Saint-Jo », porte d'entrée de l'Église pour les jeunes Grenoblois, La Croix, 24 novembre 2011.
- Isèreanybody? aux JMJ, reportage i-Télé, 15 août 2011.
- “Venez et buvez“ : la vogue des bars chrétiens, La Vie, 11 octobre 2017.
- Isère Anybody Café : l'évangélisation par la fête, RCF, 6 juillet 2018.
- La ferveur des étudiants catholiques de « Isèreanybody ? », Le Dauphiné libéré, 16 juillet 2018.
- À Grenoble, les jeunes adultes ont pris leurs responsabilités, La Croix, 10 juin 2019.